# Jezioro Białoborskie
Jezioro Białoborskie (inne nazwy: Ławiczka, Jezioro Białoborskie Małe, Miejski Staw) – jezioro w Polsce położone w woj. zachodniopomorskim, w powiecie szczecineckim, w granicach miasta Biały Bór.

## Położenie i charakterystyka
Ma charakter przepływowy i leży w dorzeczu Biała–Czernica–Gwda–Noteć–Warta–Odra. Wpada do niego od północy ciek Biała, niosąc wody z jeziora Łobez, a wypływa na południowym wschodzie w kierunku jeziora Bielsko.
Jezioro leży na obszarze chronionego krajobrazu Okolice Żydowo-Biały Bór o łącznej powierzchni 12 376,30 ha. Według regionalizacji przyrodniczo-leśnej leży w mezoregionie Borów Tucholskich.
Jezioro położone jest obszarze obwodu rybackiego jeziora Łobez na rzece Biała – Nr 2. Według typologii rybackiej zalicza się do jezior linowo-szczupakowych.
Na zbiorniku wodnym obowiązuje zakaz używania jednostek pływających wyposażonych w silniki spalinowe, w godzinach 17:00 do 11:00 dnia następnego oraz całkowity zakaz poruszania się skuterami wodnymi przez całą dobę.
W przeszłości, wraz z jeziorem Łobez, było nazywane Lawitzke lub Labes See. Kiedy w XIV wieku wielki mistrz zakonu krzyżackiego Ulrich von Jungingen, nadawał przywileje miastu Biały Bór (wówczas Baldenburg), jezioro to, pomimo że wcześniej znajdowało się w granicach miejscowości, pozostało w rękach Zakonu.

## Morfometria
Według danych Instytutu Rybactwa Śródlądowego powierzchnia zwierciadła wody jeziora wynosi 4,7 ha. Średnia głębokość zbiornika wodnego to 1,5 m, a maksymalna – 3,0 m. Lustro wody znajduje się na wysokości 154,2 m n.p.m. Objętość jeziora wynosi 69,4 tys. m³.
Inne dane uzyskano natomiast poprzez planimetrię jeziora na mapach w skali 1:50 000 opracowanych w Państwowym Układzie Współrzędnych 1965, zgodnie z poziomem odniesienia Kronsztadt. Otrzymana w ten sposób powierzchnia zbiornika wodnego to 6,0 ha.
Powierzchnia lustra wody zgodnie z wielkością działki geodezyjnej to 6,78 ha.